# Чемпионат Европы по шоссейному велоспорту 2017 — индивидуальная гонка (юниоры)
Индивидуальная гонка среди юниоров на Чемпионате Европы по шоссейному велоспорту 2017 прошла 2 августа 2017 года. Дистанция составляла 31,5 км. Для участия в гонке были заявлены 35 спортсменов.
Титул чемпиона Европы завоевал норвежский велогонщик Андреас Лекнесунд, показавший время 39' 16". Второе место занял датчанин Юлиус Йохансен (+ 14"), третье — бельгиец Себастьен Григнард (+ 19").

### Результаты
| Место | Участник           | Страна     | Время    |
| ----- | ------------------ | ---------- | -------- |
|       | Андреас Лекнесунд  | Норвегия   | 39' 16"  |
|       | Юлиус Йохансен     | Дания      | + 14"    |
|       | Себастьен Григнард | Бельгия    | + 19"    |
| 4     | Дан Хул            | Нидерланды | + 33"    |
| 5     | Сорен Варенскьолд  | Норвегия   | + 37"    |
| 6     | Ник Чемазар        | Словения   | + 46"    |
| 7     | Филип Мацеюк       | Польша     | + 51"    |
| 8     | Велько Стойнич     | Словакия   | + 55"    |
| 9     | Лоран Кассарт      | Бельгия    | + 1' 10" |
| 10    | Антонио Пуппио     | Италия     | + 1' 18" |
|       |                    |            |          |
| 30    | Никита Мартынов    | Россия     | + 2' 52" |
| 31    | Сергей Барушко     | Россия     | + 2' 58" |